# Klínovec

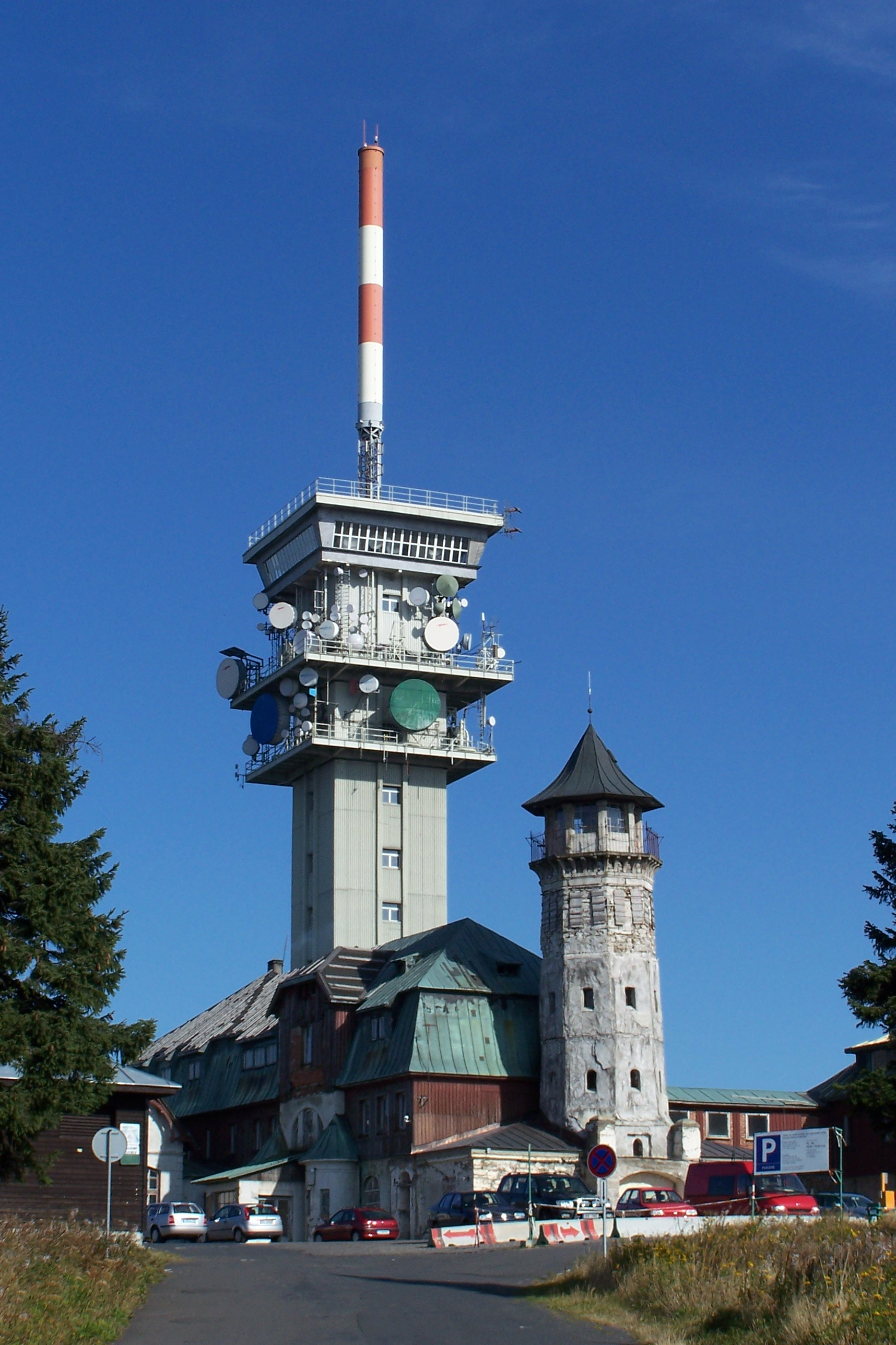
Budynki na szczycie

Klínovec (niem. Keilberg), 1244 m n.p.m. – góra w północno-zachodnich Czechach w pobliżu granicy z Niemcami, najwyższy szczyt Rudaw, na północ od Karlowych Warów. Popularny ośrodek turystyczny i narciarski. Na szczycie znajduje się hotel (obecnie nieczynny) z 24-metrową wieżą widokową oraz 80-metrowa wieża telekomunikacyjna. Z Jáchymowa wiedzie na szczyt krzesełkowa kolej linowa.